# Penstemon degeneri
Penstemon degeneri är en grobladsväxtart som beskrevs av Crosswhite. Penstemon degeneri ingår i släktet penstemoner, och familjen grobladsväxter. Inga underarter finns listade i Catalogue of Life.